# Sud-Est du Pará

Localisation de la mésorégion du Sud-Est Paraense

La mésorégion du Sud-Est Paraense est une des six mésorégions de l'État du Pará. Elle est formée par la réunion de trente-neuf municipalités regroupées en sept microrégions. Elle a une aire de 297 344,257 km2 pour une population de 1 412 777 habitants (IBGE 2006). Son IDH est de 0,694 (PNUD/2000).

## Microrégions[1]
- Conceição do Araguaia
- Marabá
- Paragominas
- Parauapebas
- Redenção
- São Félix do Xingu
- Tucuruí

## Mésorégions limitrophes
- Marajó
- Sud-Ouest du Pará
- Nord-Est du Mato Grosso (dans l'État du Mato Grosso)
- Ouest du Tocantins (Tocantins)
- Ouest du Maranhão (Maranhão)